# Список дипломатичних місій Данії

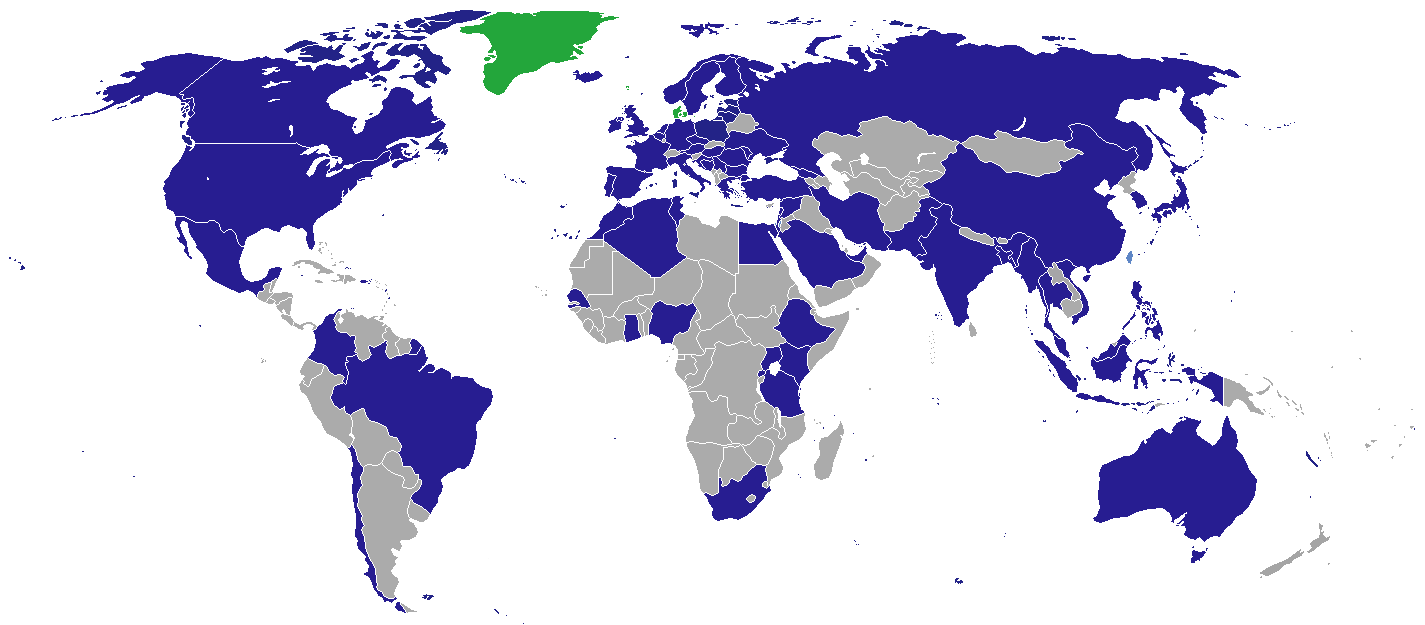
Країни, в яких є посольство Данії.

Нижче представлено список дипломатичних місій Данії. Наразі Данія має посольства у 67 країнах та 12 генеральних консульств у 8 країнах.

## Посольства
| Посольство в                         | Акредитоване в |
| ------------------------------------ | --- |
| Австралія                            | Американське Самоа Вануату Науру Нова Зеландія Самоа Тонга Тувалу Фіджі |
| Австрія                              | Албанія Косово Словаччина Словенія |
| Алжир                                | |
| Аргентина                            | Парагвай Уругвай |
| Афганістан                           | |
| Бангладеш                            | |
| Бельгія                              | Ватикан Люксембург |
| Болгарія                             | |
| Бразилія                             | Венесуела Гаяна Суринам |
| Буркіна-Фасо                         | Бенін Нігер Центральноафриканська Республіка Чад |
| Велика Британія                      | |
| В'єтнам                              | Лаос |
| Гана                                 | Гвінея Кот-д'Івуар Ліван Сьєрра-Леоне Того |
| Греція                               | Кіпр |
| Естонія                              | |
| Ефіопія                              | Джибуті Південний Судан Судан |
| Єгипет                               | |
| Ізраїль                              | |
| Індія                                | Бутан Мальдіви Непал Папуа Нова Гвінея Шрі-Ланка |
| Індонезія                            | Східний Тимор |
| Іран                                 | |
| Ірландія                             | |
| Ісландія                             | |
| Іспанія                              | Андорра |
| Італія                               | Мальта Сан-Марино |
| Канада                               | |
| Кенія                                | Еритрея Сейшельські Острови Сомалі |
| КНР                                  | Монголія |
| Колумбія                             | Болівія Коста-Рика Панама |
| Латвія                               | |
| Литва                                | |
| Ліван                                | Йорданія Сирія |
| Малайзія                             | |
| Малі                                 | Гамбія Сенегал |
| Марокко                              | Мавританія |
| Мексика                              | Багамські Острови Барбадос Беліз Гаїті Гватемала Гондурас Гренада Домініка Домініканська Республіка Куба Нікарагуа Сальвадор Сент-Вінсент і Гренадини Сент-Кіттс і Невіс Сент-Люсія Тринідад і Тобаго Ямайка |
| М'янма                               | |
| Нігерія                              | Габон Камерун |
| Нідерланди                           | |
| Німеччина                            | Ліхтенштейн Швейцарія |
| Норвегія                             | |
| ОАЕ                                  | Катар |
| Пакистан                             | |
| ПАР                                  | Ангола Ботсвана Екваторіальна Гвінея Зімбабве Лесото Мозамбік Намібія Республіка Конго Есватіні |
| Південна Корея                       | Північна Корея |
| Польща                               | |
| Португалія                           | Гвінея-Бісау Кабо-Верде Сан-Томе і Принсіпі |
| Росія                                | Білорусь Казахстан Киргизстан Таджикистан Туркменістан Узбекистан |
| Румунія                              | Молдова |
| Саудівська Аравія                    | Бахрейн Ємен Кувейт Оман |
| Сербія                               | Боснія і Герцеговина Північна Македонія Чорногорія |
| Сінгапур                             | Бруней Кірибаті Маршаллові Острови Палау Соломонові Острови Федеративні Штати Мікронезії |
| США                                  | |
| Таїланд                              | Камбоджа |
| Танзанія                             | Замбія Коморські Острови Маврикій Малаві |
| Туреччина                            | Азербайджан |
| Уганда                               | Бурунді ДР Конго Мадагаскар Руанда |
| Угорщина                             | |
| Україна (Посольство Данії в Україні) | Вірменія Грузія |
| Філіппіни                            | |
| Фінляндія                            | |
| Франція                              | Монако |
| Хорватія                             | |
| Чехія                                | |
| Чилі                                 | Еквадор Перу |
| Швеція                               | |
| Японія                               | |
| ООН                                  | Антигуа і Барбуда |

## Генеральні консульства
- Австралія: Сідней
- Бразилія: Сан-Паулу
- Канада: Торонто
- КНР: Гуанчжоу
- КНР: Чунцін
- КНР: Шанхай
- Нігерія: Лагос
- Німеччина: Гамбург
- Німеччина: Фленсбург
- Росія: Санкт-Петербург
- США: Нью-Йорк
- США: Чикаго

## Представництва в міжнародних організаціях
- Європейський Союз: Брюссель
- Рада Європи: Страсбург
- НАТО: Брюссель
- ООН: Нью-Йорк
- ООН: Женева
- ООН: Відень
- Організація з безпеки і співробітництва в Європі: Відень
- Організація економічного співробітництва та розвитку: Париж
- Міжнародне агентство з атомної енергії: Відень
- Організація Договору про цілковиту заборону ядерних випробувань: Відень

## Інші представництва
- Палестина
- Тайвань

## Галерея

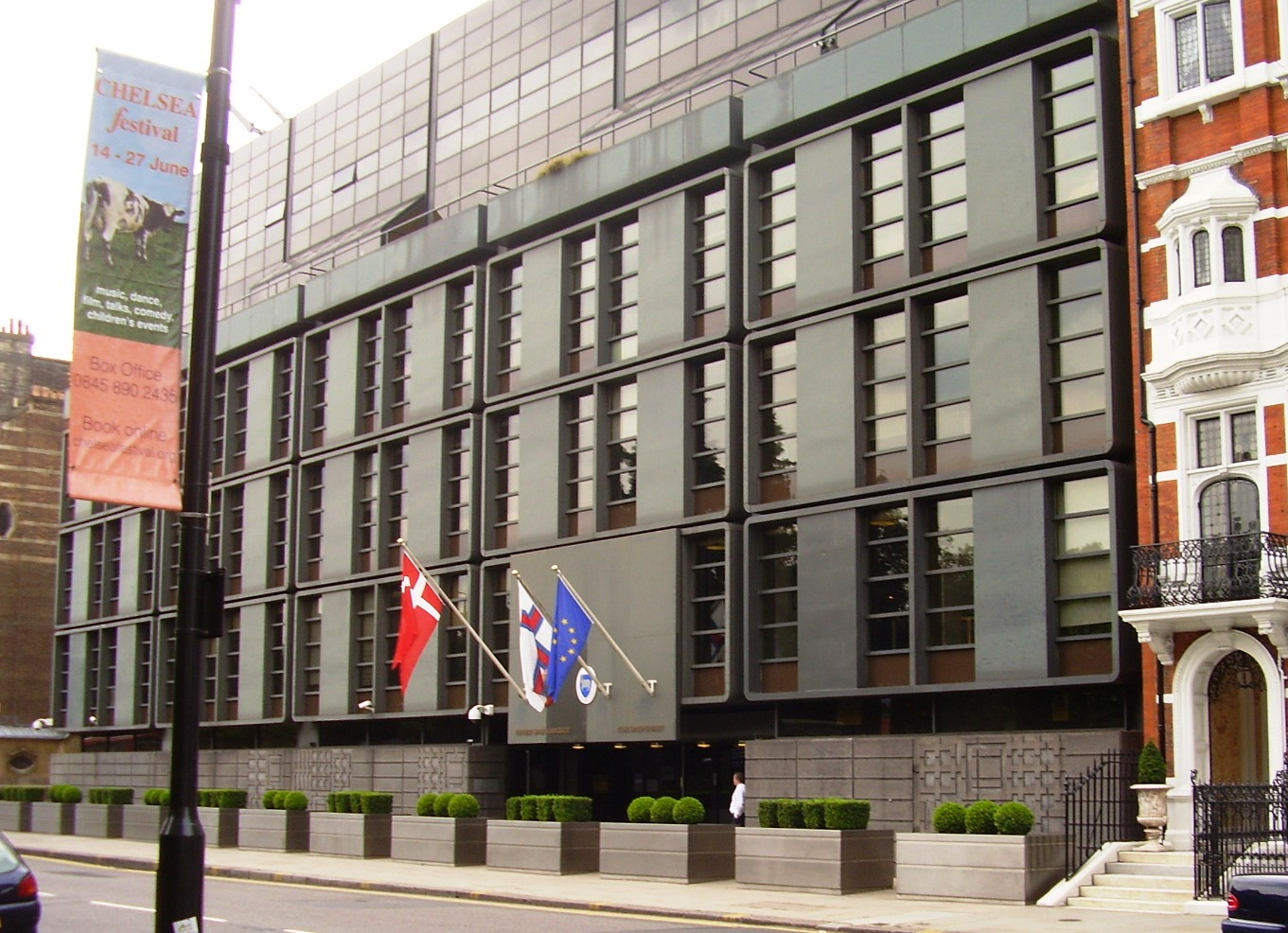
Посольство Данії у Великій Британії
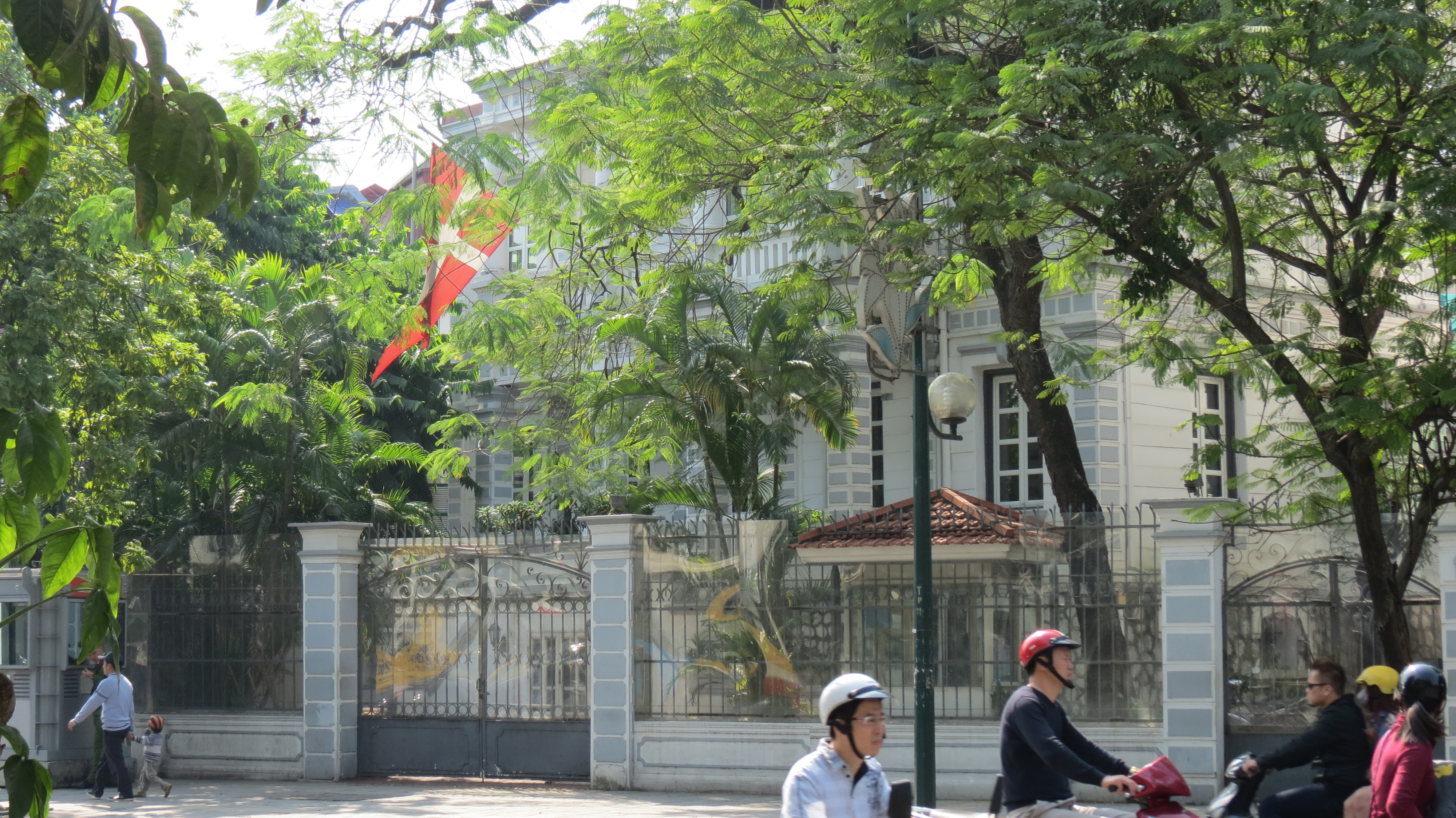
Посольство Данії у В'єтнамі
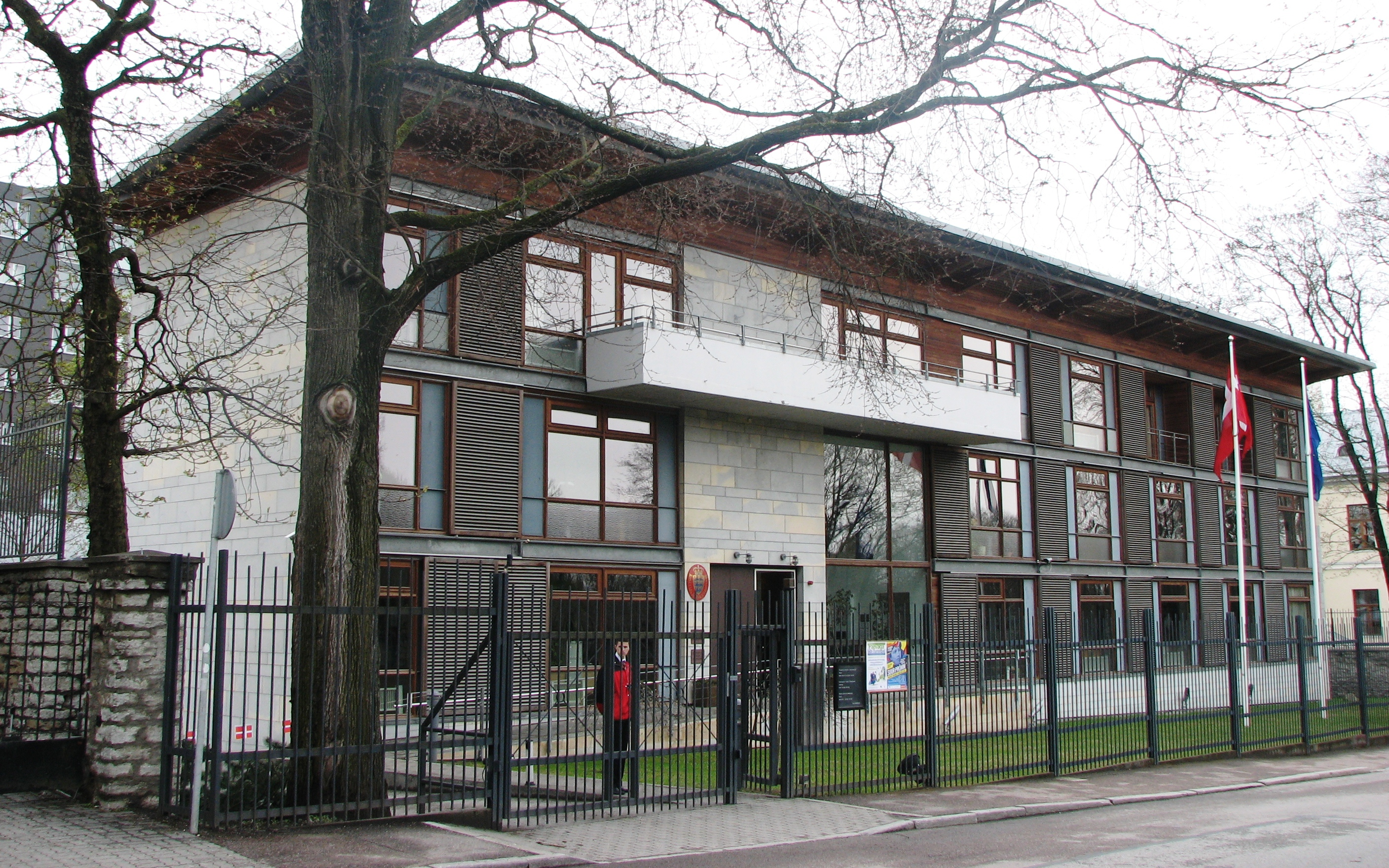
Посольство Данії в Естонії
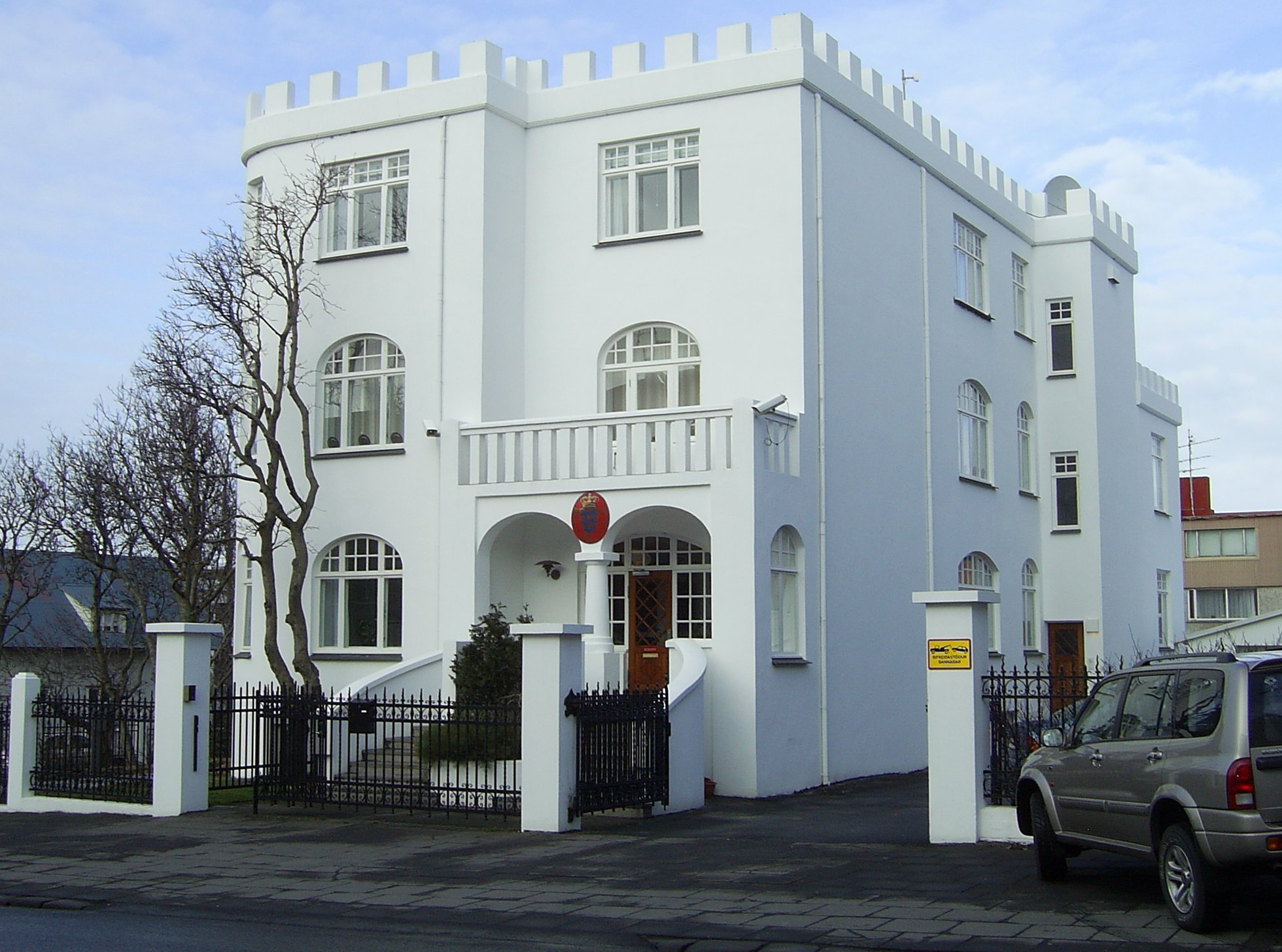
Посольство Данії в Ісландії
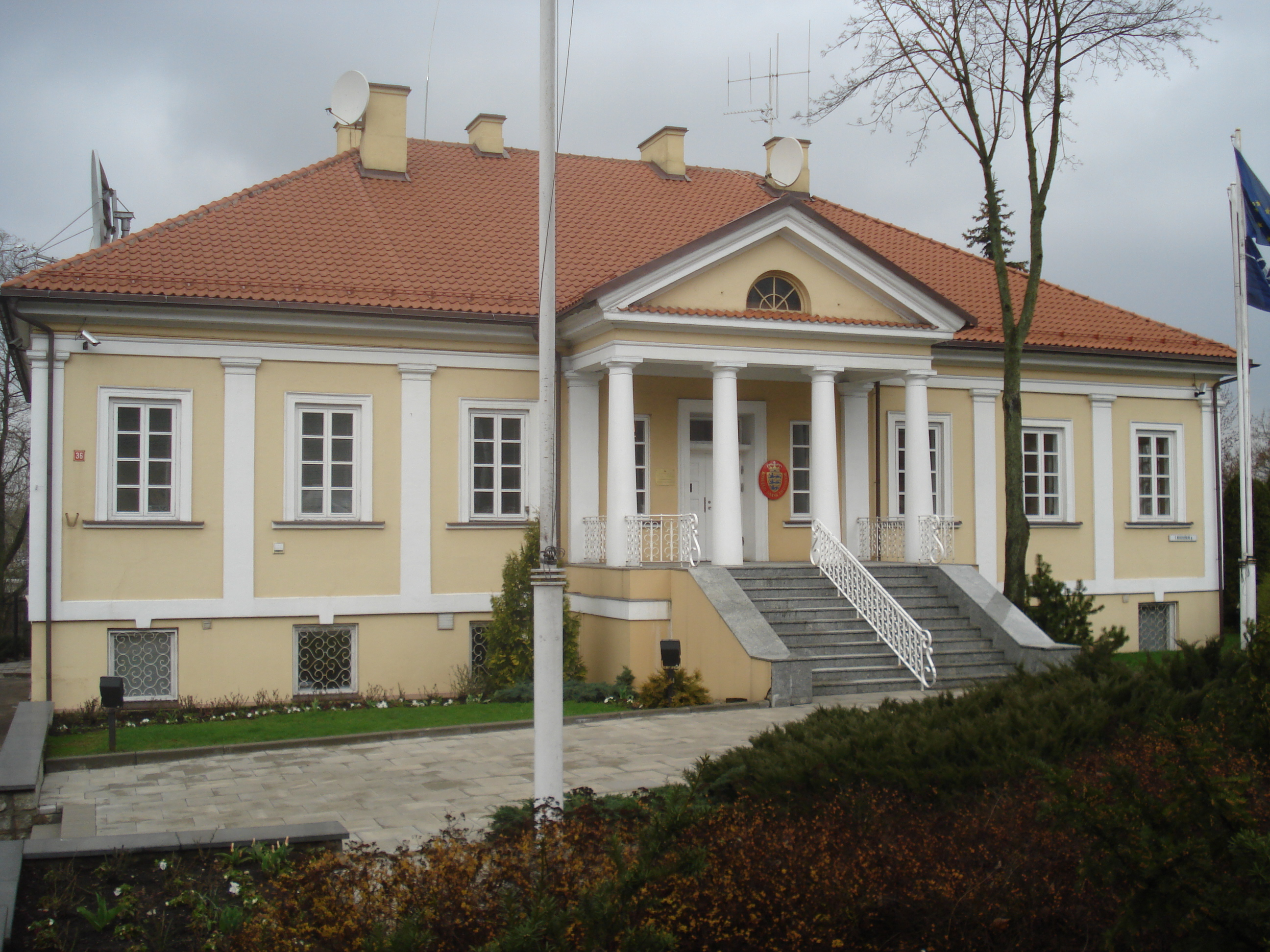
Посольство Данії в Литві
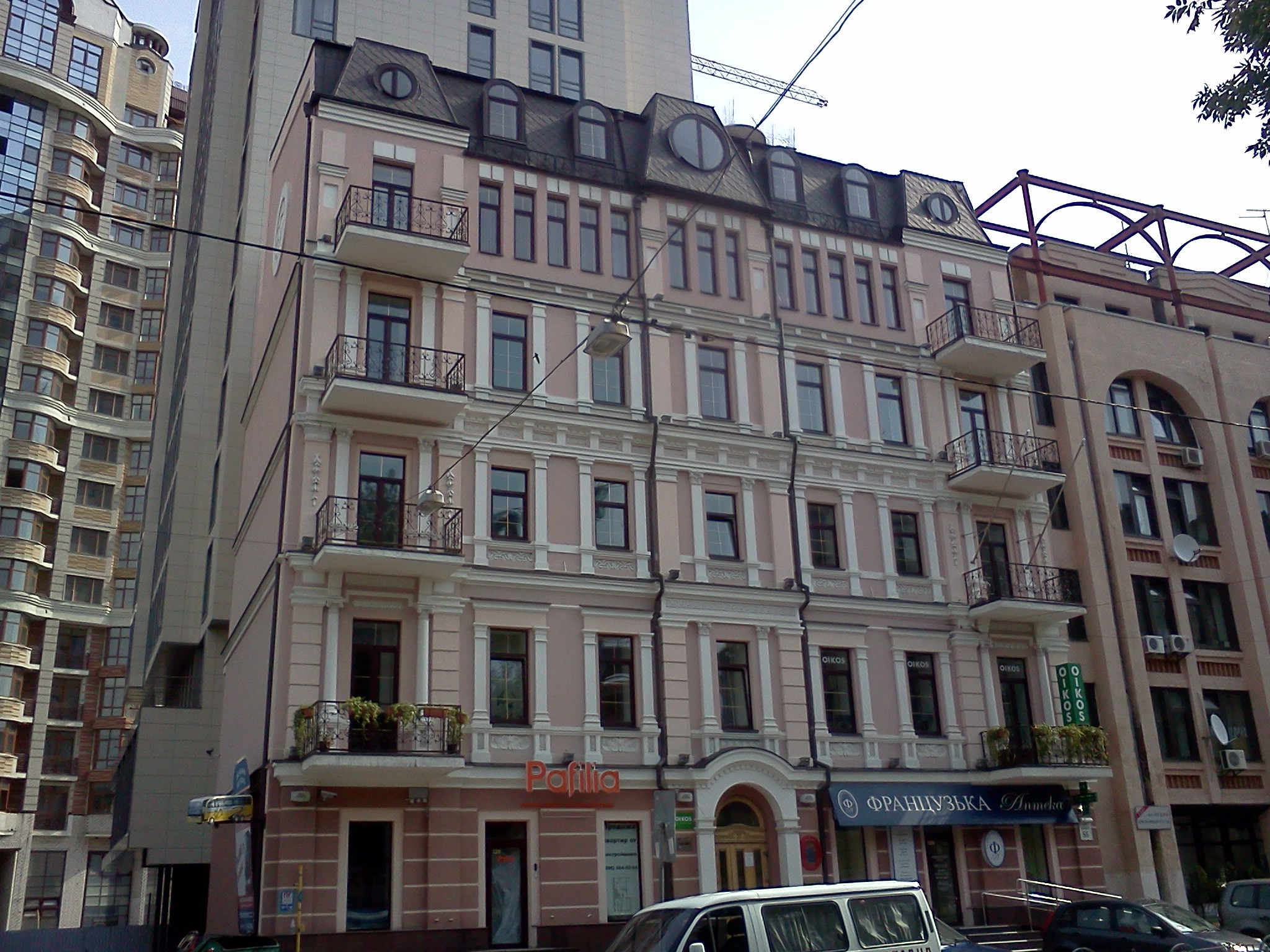
Посольство Данії в Україні
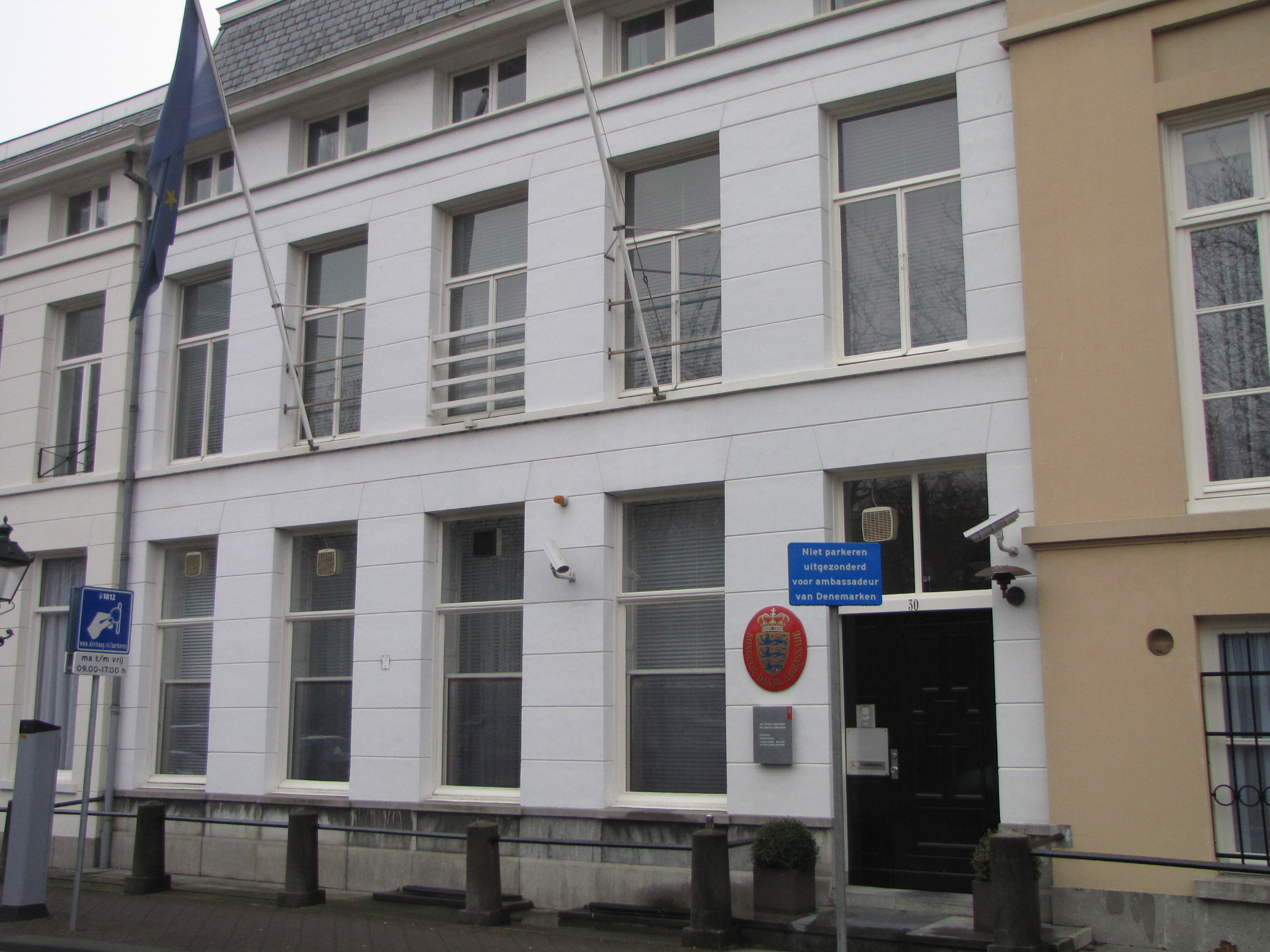
Посольство Данії в Нідерландах
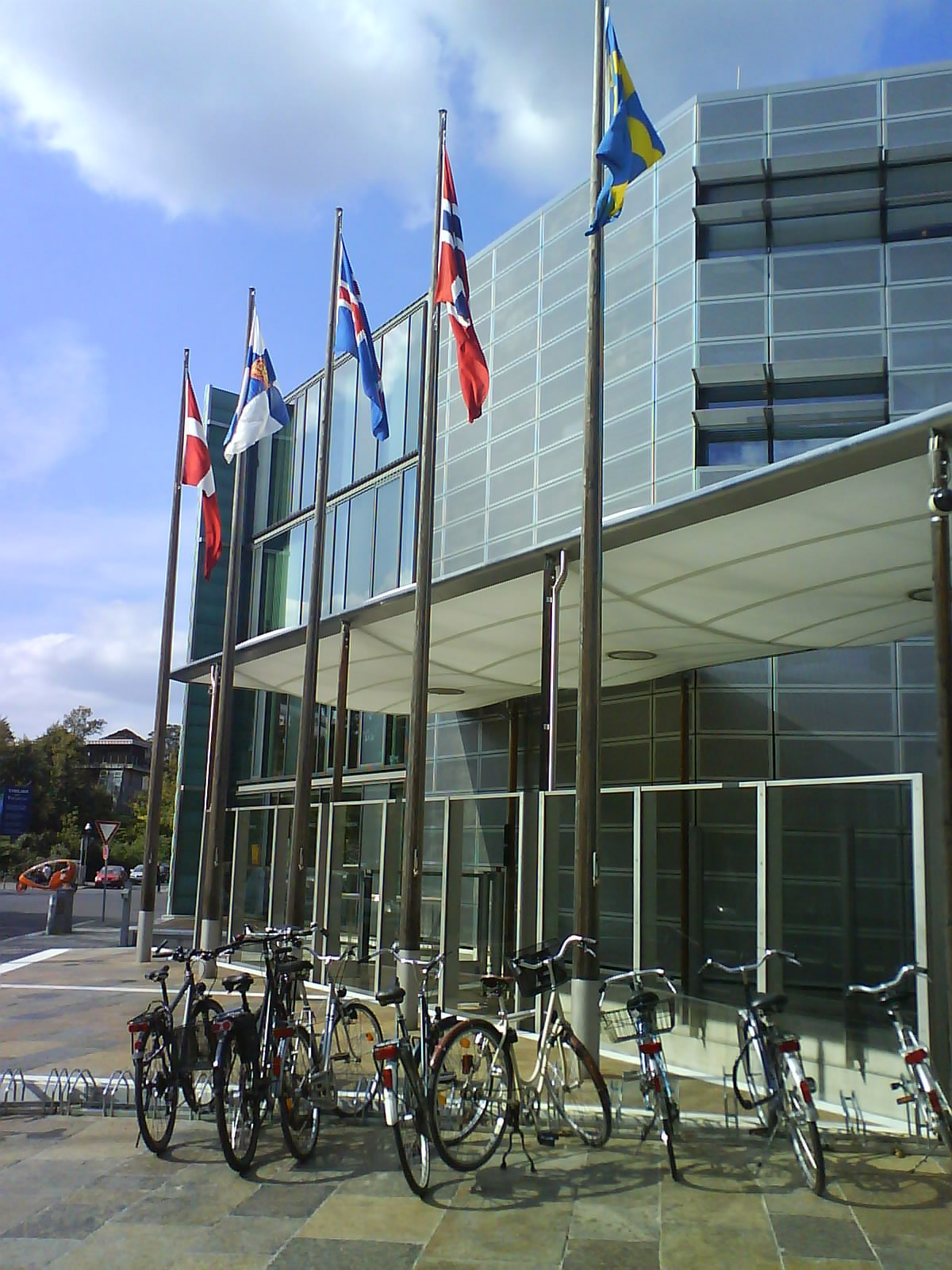
Посольство Данії в Німеччині (разом з посольствами Фінляндії, Ісландії, Норвегії та Швеції)
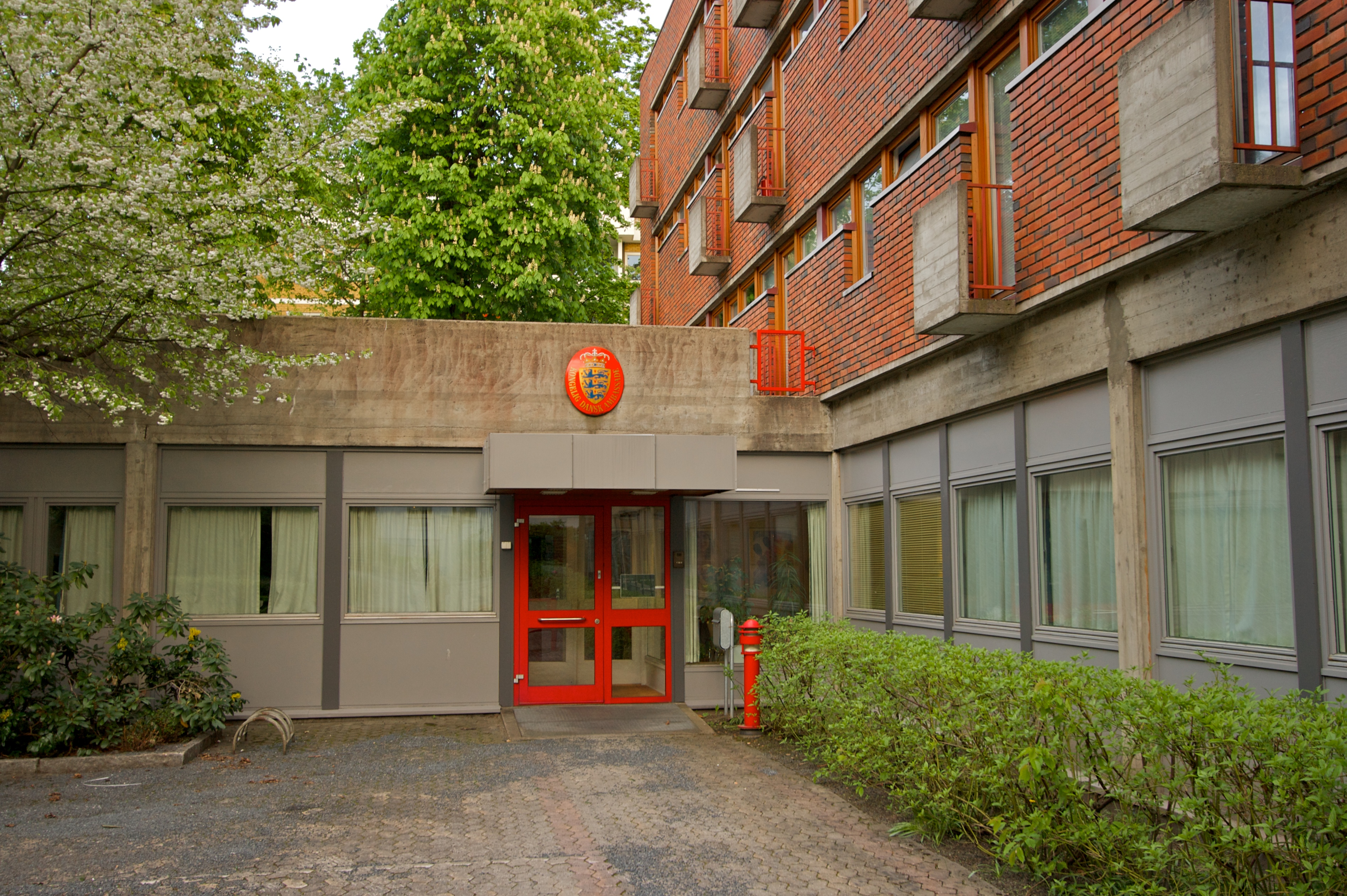
Посольство Данії в Норвегії
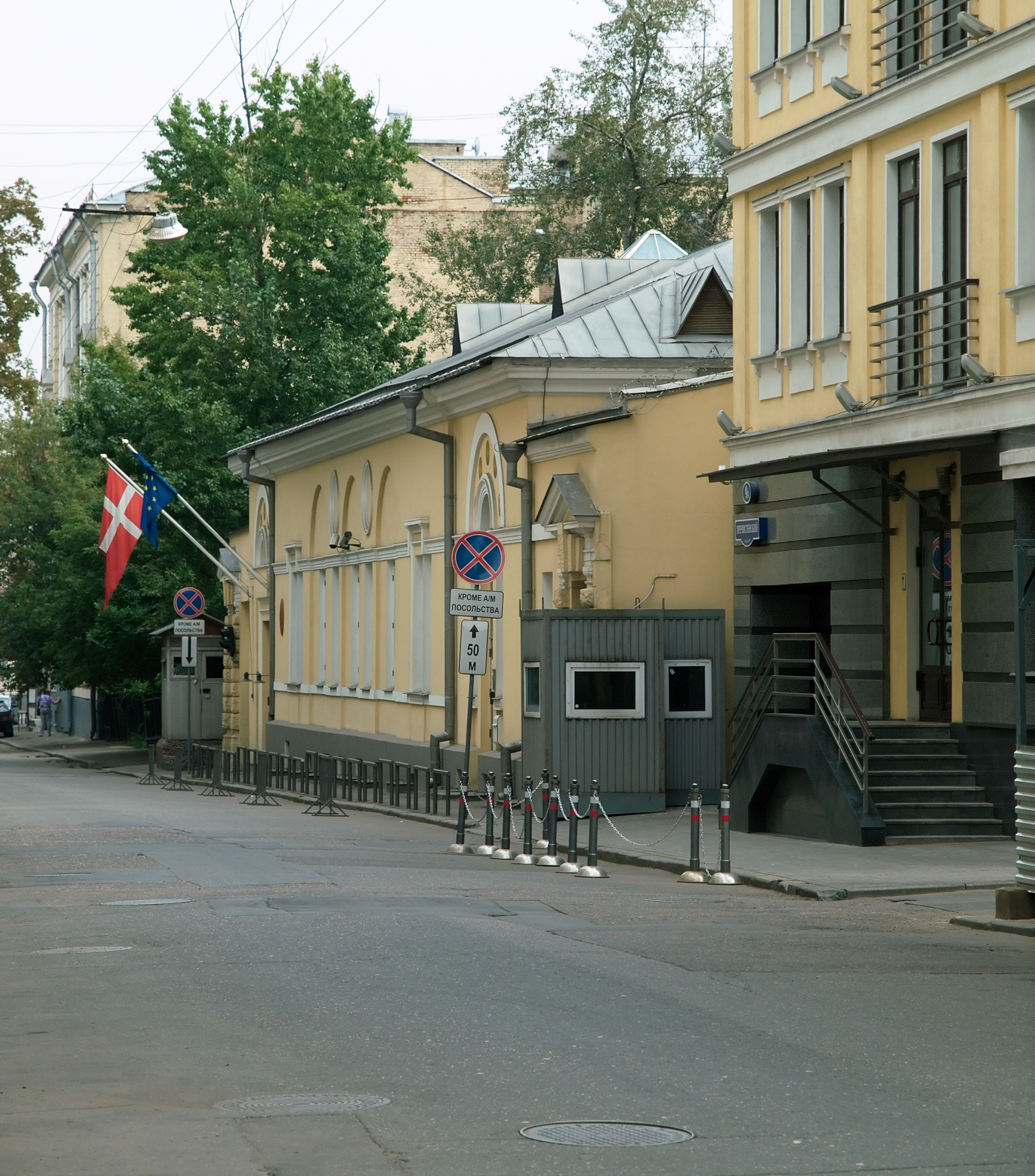
Посольство Данії в Росії
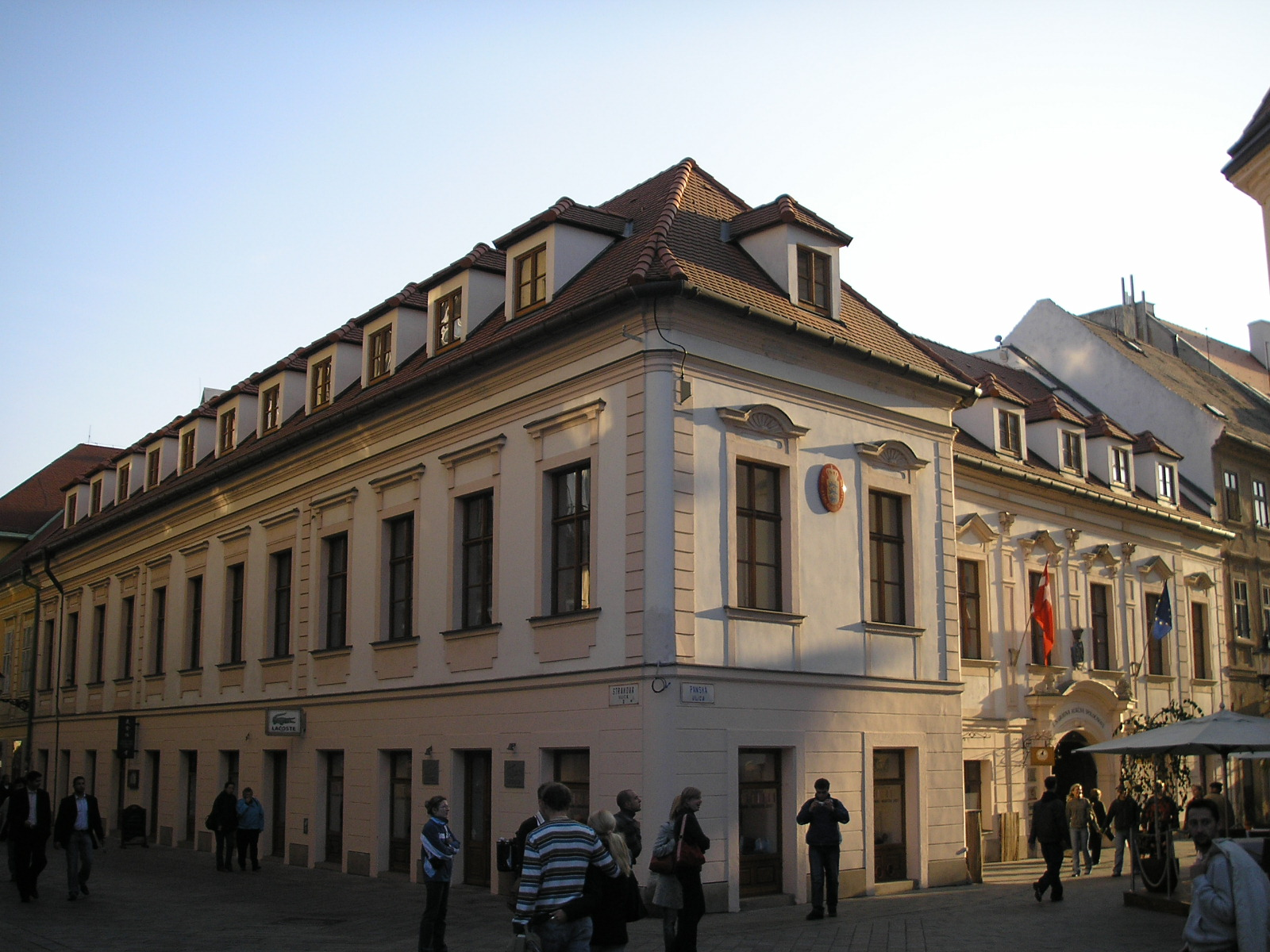
Посольство Данії в Словаччині
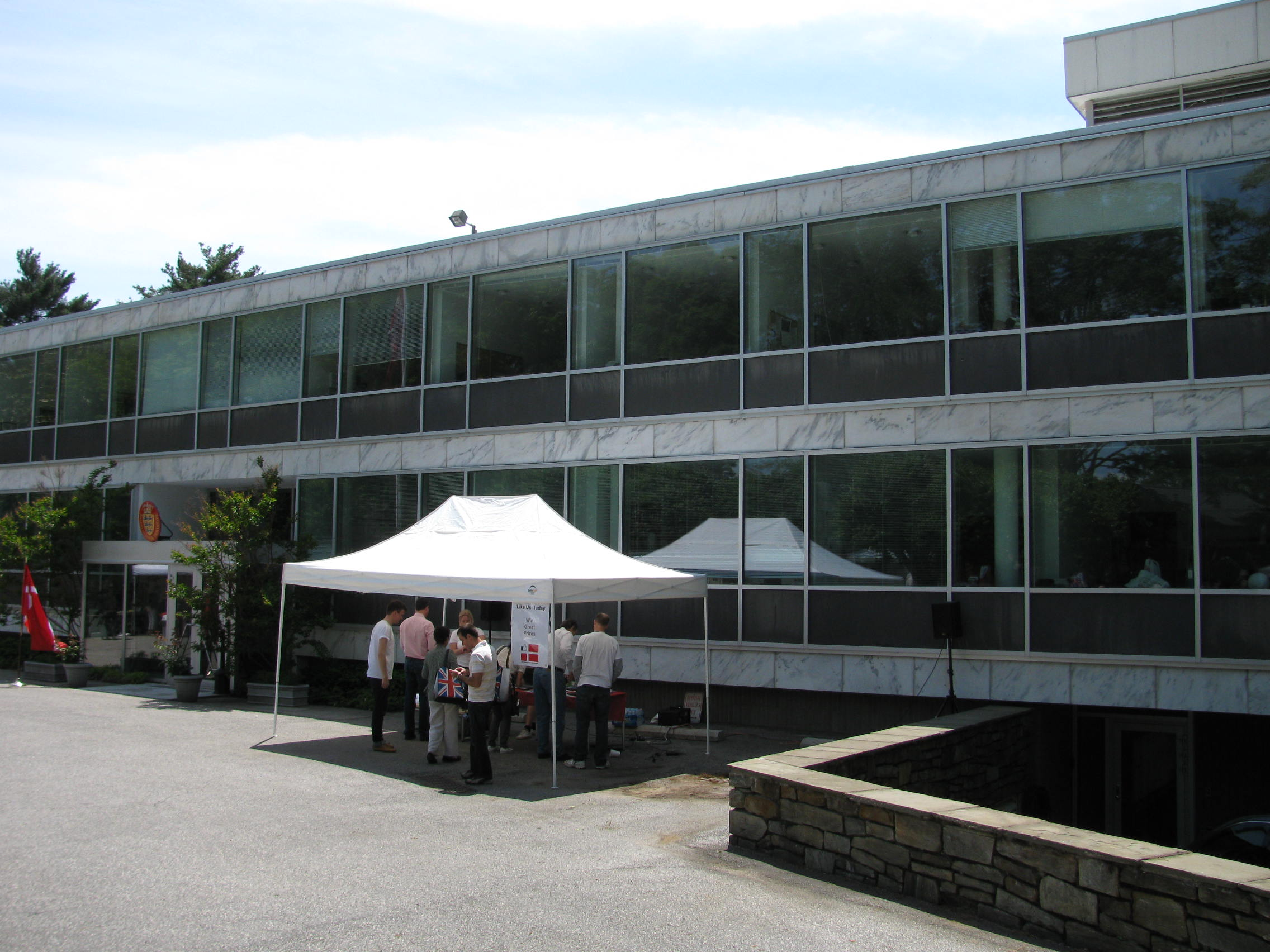
Посольство Данії в США
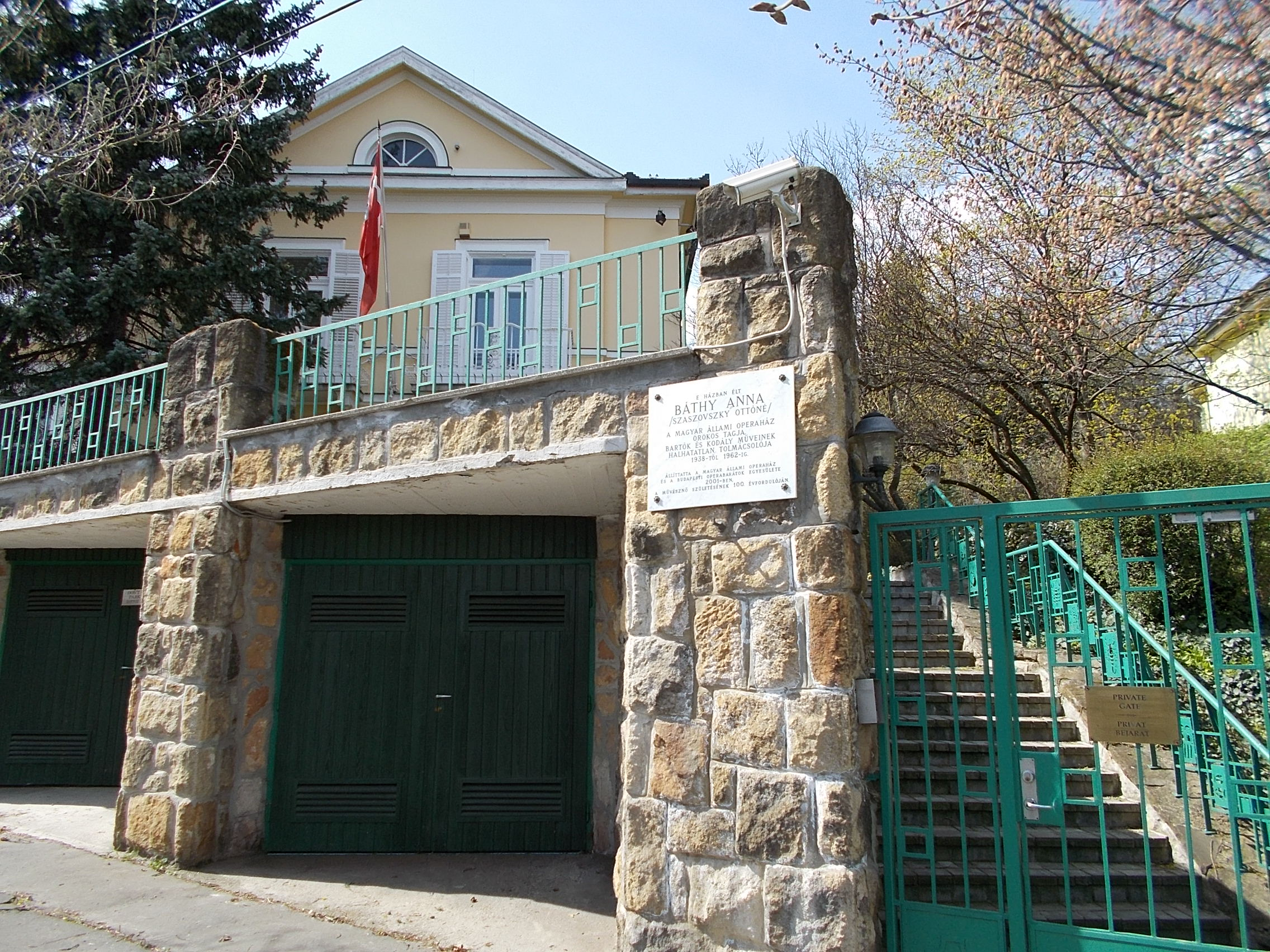
Посольство Данії в Угорщині
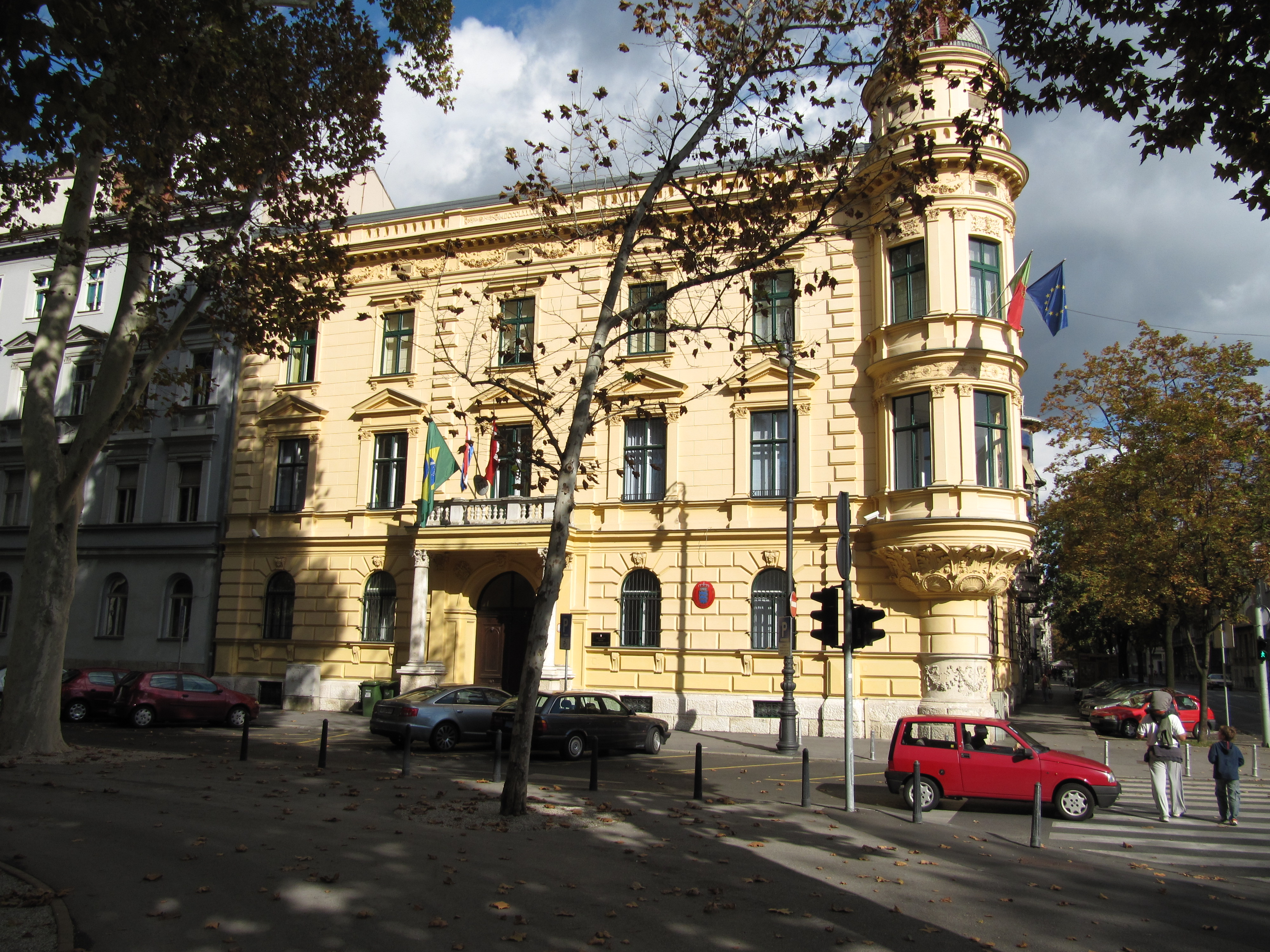
Посольство Данії в Хорватії (разом з посольством Бразилії)
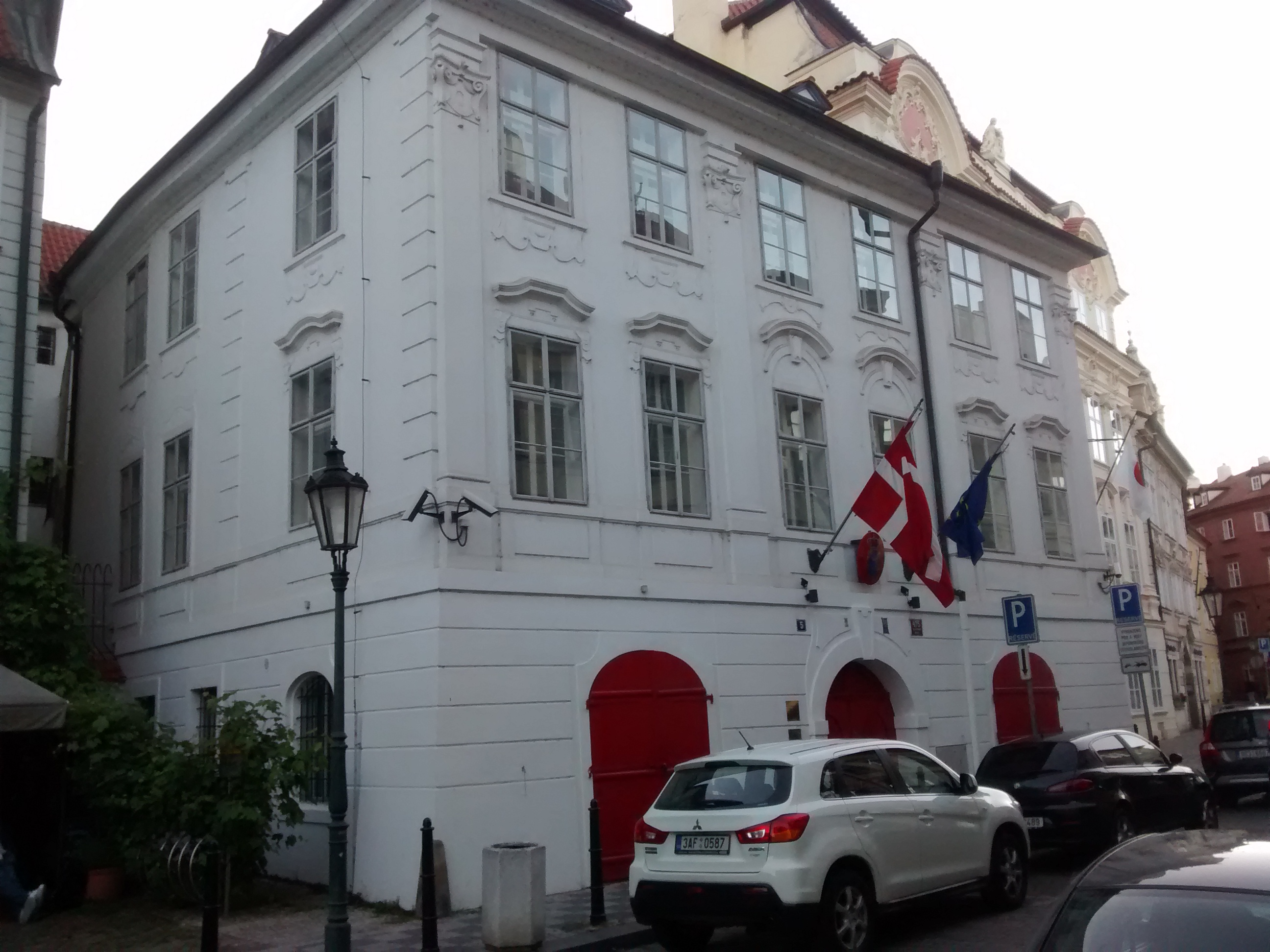
Посольство Данії в Чехії
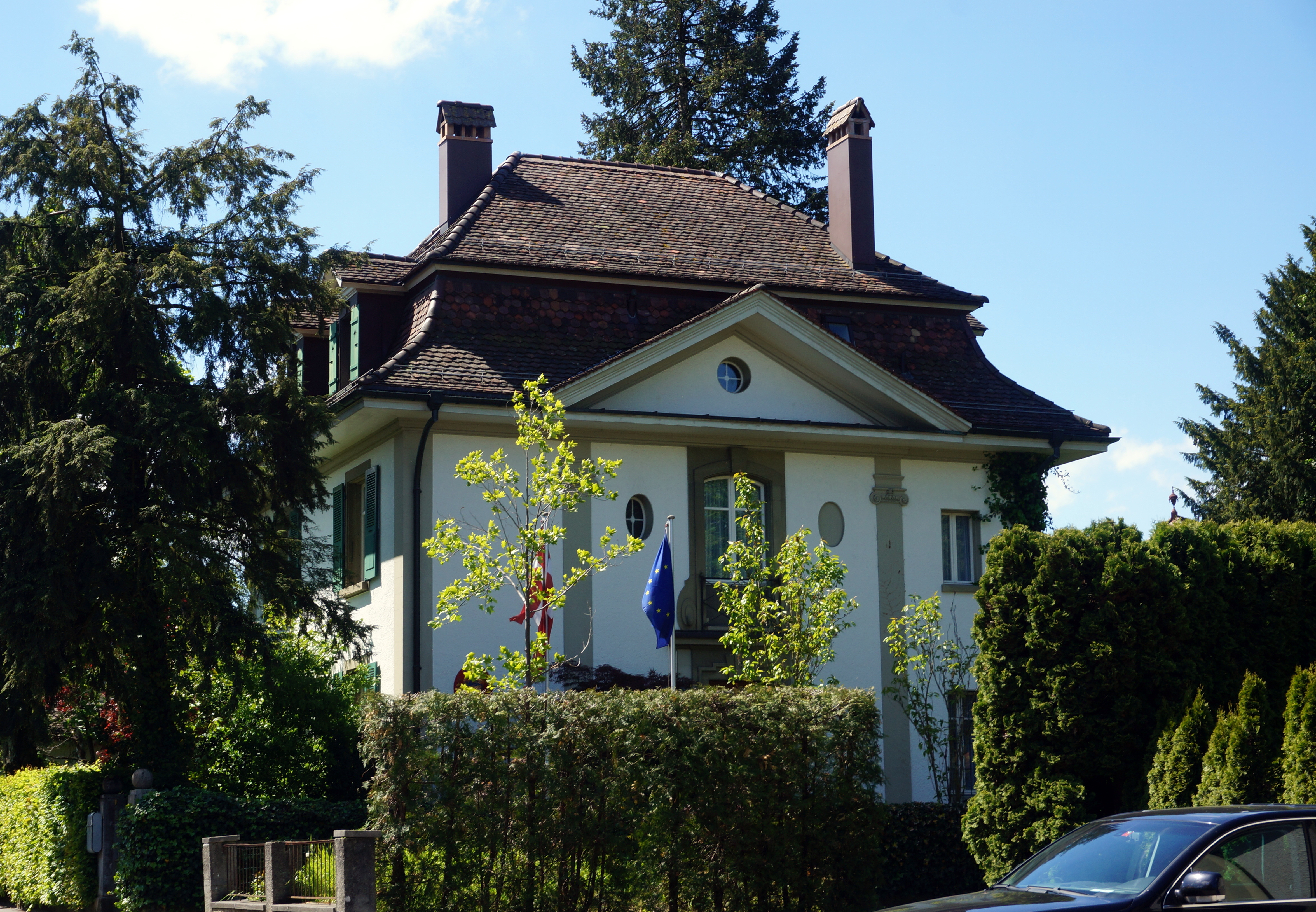
Посольство Данії в Швейцарії
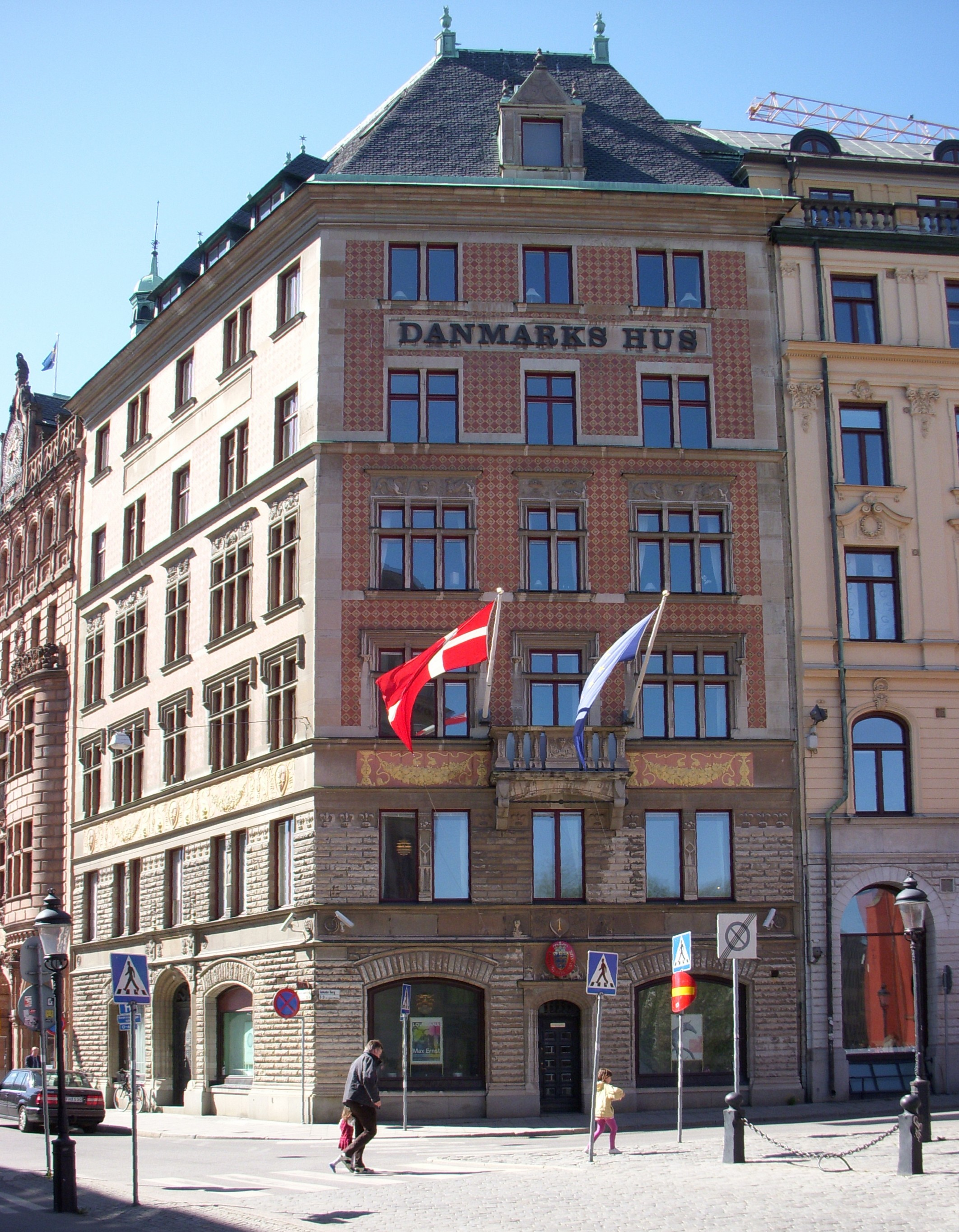
Посольство Данії в Швеції
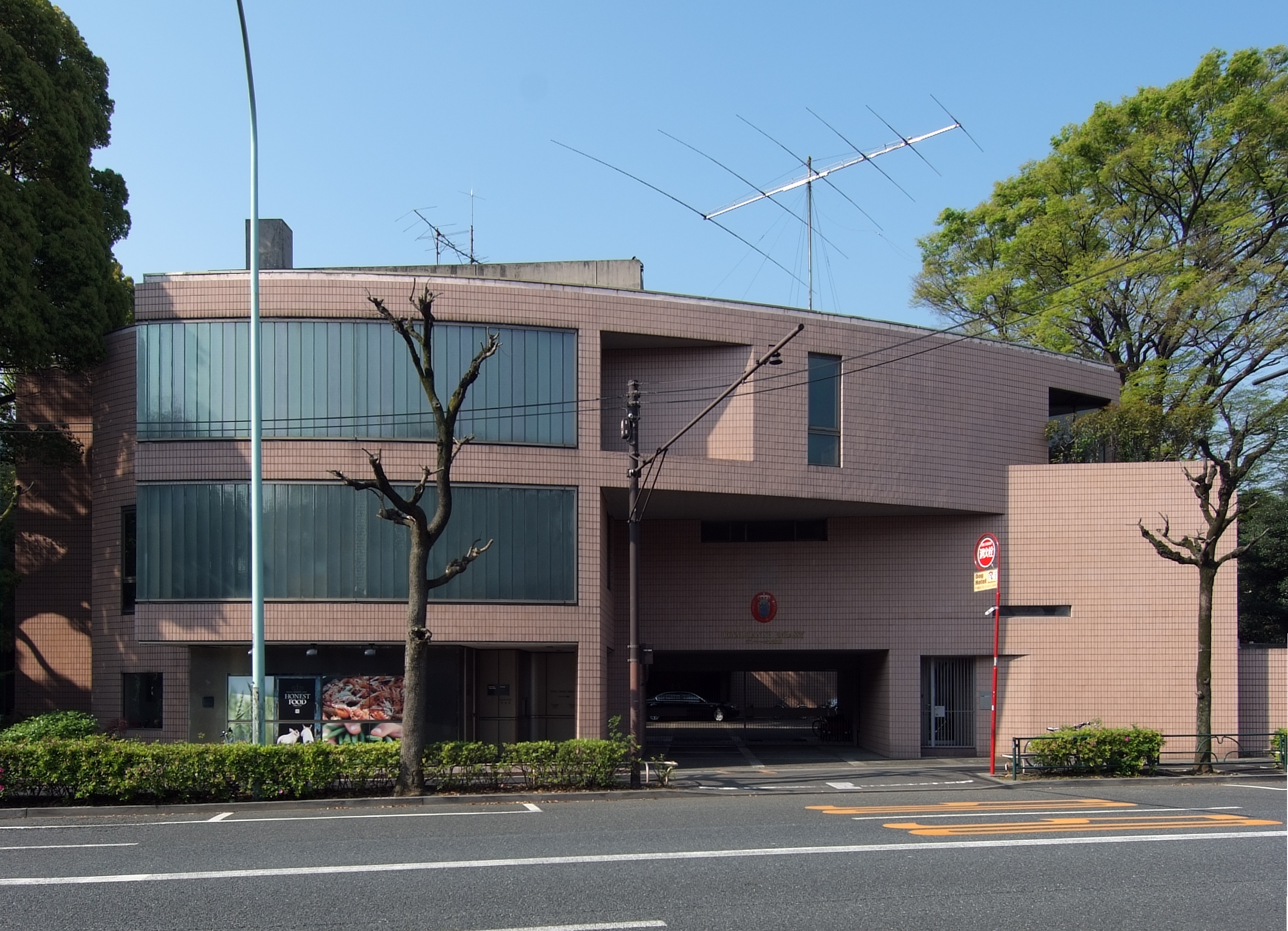
Посольство Данії в Японії
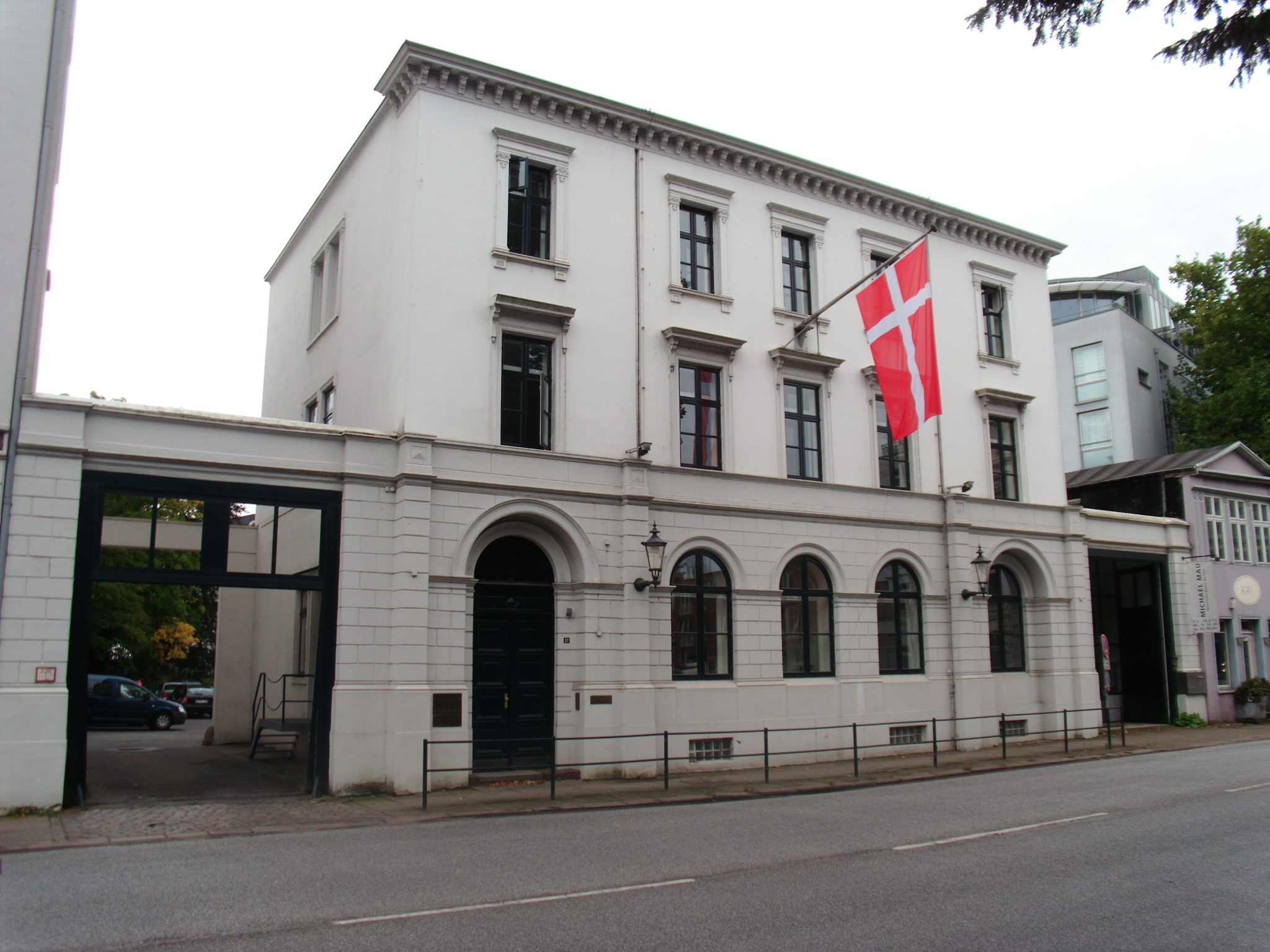
Генеральне консульство Данії в Гамбурзі, Німеччина